# Тягарець (фізика)
Тягаре́ць — це вага на кінці маятника, зустрічається в механічних годинниках.

## Причини використання
Хоча теоретично маятник може мати будь-яку форму, будь-яке тверде тіло, що гойдається на опорі (див. фізичний маятник), годинникові маятники використовують тягарець прикріплений до нижнього кінця маятника, верхній кінець якого кріпиться до опори так, що він може гойдатись. Перевагою такої будови є те, що позиція центру мас близька до фізичного кінця маятника, тобто є якнайдалі від опори. Це максимізує момент інерції, і мінімізує довжину маятника необхідну для певного періоду.  Коротші маятники дозволяють годинниковій оправі займати менше місця, також такий підхід мінімізує опір повітря. Оскільки більшість втрат енергії відбувається через тертя з повітрям, це дозволяє годинникам іти довше на тому самому джерелі енергії.

## Використання в годинниках

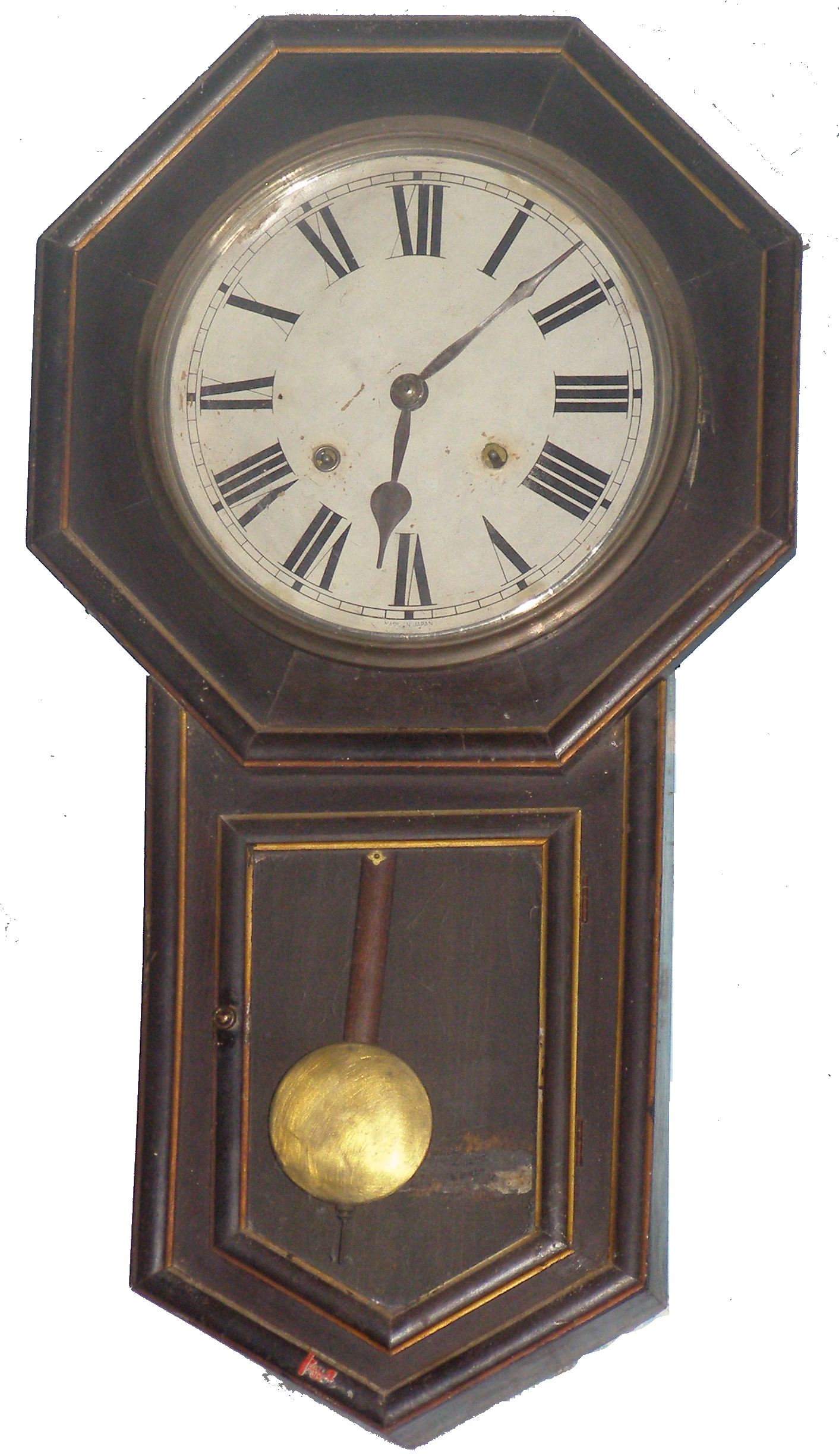
Маятниковий годинник з видимим тягарцем

Традиційно, маятникові тягарці роблять у вигляді круглих плоских дисків, у формі лінзи в перерізі, але тягарці в старіших годинниках часто робили у вигляді декоративних різьблень і специфічних форм. Їх зазвичай роблять зі щільних металів на кшталт заліза або латуні. Свинець щільніший, але його як правило уникають через його м'якість, яка призведе до вм'ятин під час неминучих зіткнень із усередині корпуса під час пересування годинника. 
У більшості годинників швидкість налаштовується через пересування тягарця догори чи додолу уздовж маятникового стрижня. Пересування догори скорочує період, так годинник наздоганяє час. У більшості пристроїв, тягарець прикріплюється до маятника за допомогою регулювальної гайки, на різьбовому кінці маятника. Обертання гайки змінює висоту тягарця. Але деякі годинники для налаштування використовують важелі або шкали. У деяких високоточних годинниках присутня допоміжна вага для точнішого налаштування. Вежові годинники іноді мають тацю встановлену на стрижень маятника, на яку можна додавати або знімати маленькі гирі, щоб підлаштувати швидкість без зупину годинника.
Вага тягарця має дуже малий вплив на період маятника. Однак, важчий тягарець допомагає підтримувати плавний рух маятника допоки він не отримає наступний поштовх від годинникового спускового механізму. Це збільшує добротність маятника, роблячи його рух більш незалежним від спускового механізму і помилок які цей механізм вводить, це призводить до збільшення точності. З іншого боку, чим важче тягарець, тим більше енергії потрібно від джерела живлення і тим більші тертя і знос під час руху маятника.  Маятникові тягарці в якісних годинниках роблять настільки важкими наскільки годинниковий імпульс може обробити. Звичайна вага для тягарця секундного маятника, широко використовується в годинникових шафах і багатьох інших, становить 6.8 кг.